# خوزه آنتونیو لاتوره
خوزه آنتونیو لاتوره (انگلیسی: José Antonio Latorre؛ زادهٔ ۱ دسامبر ۱۹۴۱) بازیکن فوتبال اهل اسپانیا است.
از باشگاه‌هایی که در آن بازی کرده‌است می‌توان به باشگاه فوتبال سابادل و باشگاه فوتبال اتلتیک بیلبائو اشاره کرد.